# Dexpanthenol
Dexpanthenol (auch als Pantothenol, D-Panthenol, Provitamin B5) ist eine chemische Verbindung, die zu den Polyolen und Amiden zählt. Bei Panthenol handelt es sich um ein racemisches Gemisch aus Dexpanthenol und Levopanthenol. Dexpanthenol wird seit langem als Wirkstoff arzneilich in der örtlichen („topischen“) Behandlung von Erkrankungen der Haut und Schleimhäute und kosmetisch in der medizinischen Hautpflege verwendet sowie intravenös verabreicht, um die Darmaktivität zu fördern.

## Provitamin
Dexpanthenol ist ein Provitamin, es wird im Körper zu Pantothensäure (Vitamin B5) umgewandelt. Pantothensäure ist ein Bestandteil des Coenzyms A und spielt damit eine wesentliche Rolle im dermatologischen Stoffwechsel.

## Analytik
Dexpanthenol wird in den unterschiedlichen Zubereitungen nach angemessener Probenvorbereitung durch HPLC-Techniken nachgewiesen.

## Wirkung und Anwendungsbereiche

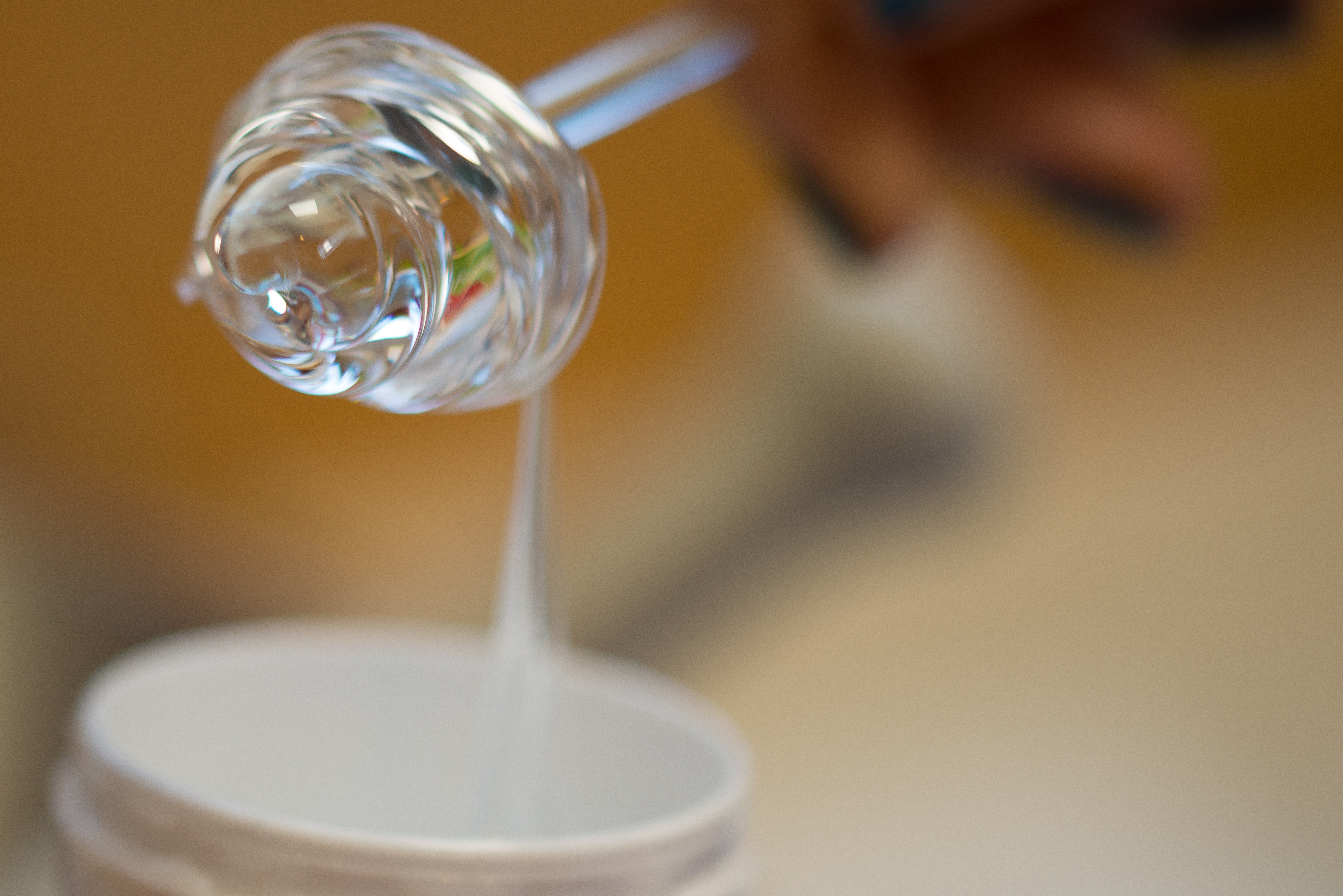
Reines Dexpanthenol ist bei Zimmertemperatur eine zähflüssige, klare Masse

Dexpanthenol wird von vielen Herstellern als Inhaltsstoff für Hautcreme, Salben und Shampoos oder auch für Lutschtabletten, Nasensprays, Augentropfen und Kontaktlinsen-Reinigungsprodukte verwendet. Außerdem kann er intravenös verabreicht werden. Ebenfalls Anwendung findet der Wirkstoff in der Aquaristik, wo er als Bestandteil von Crustacea-Pflegemitteln zum Einsatz kommt und den Häutungsprozess der Tiere unterstützen soll.
Die wichtigste Funktion von Dexpanthenol ist die Wundheilung der Haut, speziell der Epidermis. Auf die Haut als Wasser-Öl-Emulsionen aufgetragen, wird der Wirkstoff rasch von der Haut aufgenommen. Dort wird es zu Pantothensäure umgewandelt, welche nötig für den Aufbau von Coenzym A ist. Das Coenzym A unterstützt die Neubildung der Zellen und steigert deren Biosyntheseleistung. Daneben erhöht Dexpanthenol das Feuchthaltevermögen der Haut, was sie pflegt und ihre Elastizität verbessert. Aus diesem Grund ist der häufigste Einsatz die Behandlung von oberflächlichen Wunden, wie Schürfwunden, Ekzeme, Dermatitis oder auch nach Tätowierungen.
Darüber hinaus wirkt Dexpanthenol auch juckreizlindernd und entzündungshemmend. Intravenös verabreicht wird Dexpanthenol vor allem zur Behandlung einer Darmlähmung eingesetzt. Es verfügt, so angewendet, über abführende Eigenschaften.

## Nebenwirkungen
Dexpanthenol wird allgemein sehr gut vertragen. In sehr seltenen Fällen kann es jedoch zu Reizungen, Rötungen oder Kontaktallergien kommen. Durch einen Allergietest, der gegebenenfalls nach acht Tagen wiederholt wird, um eine Sensibilisierung durch den erstmaligen Kontakt auszuschließen, kann eine solche Allergie erkannt werden.
Bei einer intravenösen Anwendung treten bei einigen Patienten als Nebenwirkung Herzrhythmusstörungen bis zu ausgeprägten Bradykardien auf.

## Handelsnamen
Monopräparate

Bepanthen (D, A, CH), Bepanthol, Corneregel (D, A), Marolderm (D), Nasenspray Ratiopharm Panthenol (D), Nasic-cur (D), Pan-Ophtal (D), Panthenol Schaumspray (D, A, CH, I), diverse Generika (D)
Kombinationspräparate (Auswahl)
Addivit (D), Aspecton Nasenspray (D), Bepanthen Antiseptische Wundcreme (D), Bepanthen plus (A, CH), Bepanthen Nasensalbe (CH), Cernevit (D, A), Colda-Balsam (A), Dispatenol (D), Dolobene (A), Inzolen (D), Nasic (D), Pantozet (A), Siccaprotect (D, A), Venobene (A)